# Claude Autant-Lara
Pour les articles homonymes, voir Autant et Lara.
Claude Autant-Lara, né Claude Autant le 5 août 1901 à Luzarches (Val-d'Oise) et mort le 5 février 2000 à Antibes (Alpes-Maritimes), est un réalisateur français. Il a également été scénariste, costumier, directeur artistique et parfois acteur, ainsi que homme politique.
Après des débuts difficiles, il s'affirme sous l'Occupation avec notamment Douce (1943). Après-guerre, il devient l'un des metteurs en scène les plus prestigieux du cinéma français en signant l'adaptation du roman de Raymond Radiguet, Le Diable au corps (1947), puis L'Auberge rouge (1951), Le Blé en herbe (1954, d'après Colette), Le Rouge et le Noir (1954, adaptation du roman de Stendhal), En cas de malheur (1958, d'après Georges Simenon) et, surtout, La Traversée de Paris (1956, d'après la nouvelle de Marcel Aymé). À partir des années 1960, son cinéma rencontre moins de succès.
Claude Autant-Lara apparaît longtemps comme un cinéaste de gauche, « compagnon de route » du Parti communiste français. Il est de 1948 à 1954 le président du Syndicat des techniciens (syndicat dont la direction est majoritairement composée de techniciens membres ou proches du PCF), puis jusqu'en 1963 celui de la Fédération nationale du spectacle CGT, auquel ledit Syndicat est alors affilié. Dans les années 1980, cependant, il se rapproche du Front national ; en 1989, il est élu député européen sur la liste de ce parti. Deux mois plus tard, il démissionne de son mandat en raison de propos antisémites.

## Biographie

### Des débuts difficiles
Fils de l'architecte Édouard Autant et de la comédienne Louise Lara, sociétaire de la Comédie-Française où elle avait été engagée après un premier prix de comédie au Concours du Conservatoire, Claude Autant-Lara suit sa scolarité au lycée Janson-de-Sailly et découvre rapidement le cinéma, une véritable révélation.
Renvoyé du lycée en 1915, il part en Angleterre dans un collège à la discipline sévère et revient pour s'inscrire à l’École des arts décoratifs où il se lie d'amitié avec le futur comédien Julien Carette ainsi qu'avec Jean Dorville. Son diplôme en poche, il commence à travailler dans un atelier de sculpture puis il est engagé par Marcel L'Herbier comme décorateur d'abord pour une pièce de théâtre, puis en 1920 comme assistant-réalisateur et décorateur pour le film L'Homme du large d'après Honoré de Balzac. En 1923, L'Herbier produit le premier court-métrage d'Autant-Lara, Fait divers, dans lequel ce dernier dirige sa mère. La collaboration entre les deux hommes durera jusqu'en 1926. Cette année-là, Autant-Lara dessine les décors de Nana de Jean Renoir d'après Émile Zola. Il devient ensuite assistant–réalisateur de René Clair.
Grand admirateur de Georges Méliès et fasciné par les nouvelles techniques, il tourne en 1929 son second film Construire un feu, d’après Jack London, en utilisant le procédé d'anamorphose de l'hypergonar, qui sera connu plus tard sous le nom de CinemaScope. C'est un échec. Déçu et criblé de dettes, il s'embarque pour les États-Unis, où il réalise les versions françaises de films américains, notamment de Buster Keaton et de Douglas Fairbanks Jr. Il fréquente alors des Européens exilés comme lui, parmi lesquels Françoise Rosay et Luis Buñuel. Mais l'ambiance de travail et le style de vie américain ne conviennent pas à Autant-Lara qui décide, deux ans plus tard, de revenir en France.
Claude Autant-Lara réalise en 1932 des courts métrages d’après Georges Courteline. En 1933, il signe son premier long-métrage, Ciboulette, adaptation excentrique de la célèbre opérette de Reynaldo Hahn, mise en dialogue par Jacques Prévert. Encore un échec. En 1936, il n'a pas plus de chance en tournant en Angleterre The Mysterious Mr Davis. Le scénario écrit par Jacques Prévert est entièrement réécrit par la production britannique, le film ne sortira qu'en 1940 et Claude Autant-Lara ne sera jamais payé par le producteur. De retour en France, Autant-Lara co-réalise avec Maurice Lehmann plusieurs films, dont Fric-Frac qui remporte un grand succès en 1939. En 1941, il parvient à s'affirmer comme réalisateur à part entière en tournant Le Mariage de Chiffon, avec Odette Joyeux dans le rôle principal. Le bon accueil du film l'encourage à poursuivre. Il dirige à nouveau la comédienne, en 1941, dans Lettres d'amour, et l'année suivante, dans Douce, considéré comme le premier film où il donne libre cours à son humour noir.
À la Libération, le producteur de cinéma Pierre Braunberger, qu'une vive inimitié opposait à Claude Autant-Lara, accuse le cinéaste d'avoir cherché à lui nuire sous l'Occupation allemande. Claude Autant-Lara est cependant blanchi en octobre 1944 par le Comité d'épuration. Beaucoup plus tard, en 1990, Pierre Braunberger réitère ses accusations en affirmant que Claude Autant-Lara l'avait dénoncé à la Gestapo.

### Le succès et les critiques

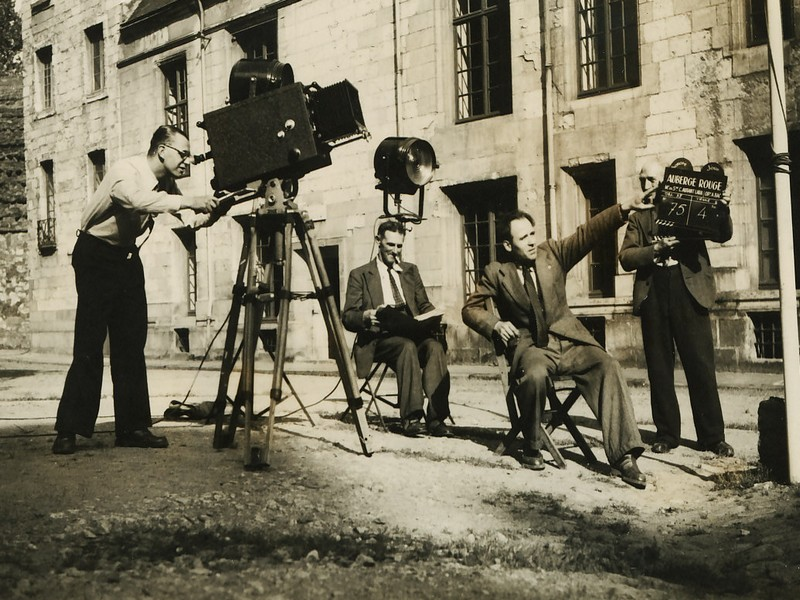
Claude Autant-Lara assis à droite, sur le tournage de L'Auberge rouge en 1951.

Après le succès populaire, en 1946, de Sylvie et le Fantôme, toujours avec Odette Joyeux, il met en scène, en 1947, Micheline Presle et Gérard Philipe dans Le Diable au corps, tiré du roman de Raymond Radiguet. Le film, qui retrace l’histoire passionnée de deux jeunes amants partagés entre leur fougue et leur peur de s’engager, provoque de vives réactions dans la presse et dans le public. Il permet à Autant-Lara de confirmer sa réputation de réalisateur aussi original qu'imprévisible. Anticonformiste et provocateur, il affirme : « Si un film n'a pas de venin, il ne vaut rien[réf. souhaitée] ». Le film est salué à sa sortie par le critique André Bazin mais, quelques années plus tard, il devient l'une des cibles de François Truffaut dans son pamphlet contre le cinéma français dit « de qualité » intitulé « Une certaine tendance du cinéma français »,.
En 1949, il adapte à l’écran la pièce de Feydeau, Occupe-toi d'Amélie, qu'il considérera comme son film préféré. Il enchaîne ensuite avec des comédies sombres aux aventures douces-amères, notamment L’Auberge rouge (1951) (Fernandel y joue un rôle qui l'éloigne des comédies faciles dont il avait l'habitude). Il poursuit avec une belle adaptation du Blé en herbe (1954), d'après le roman du même titre de Colette. Son adaptation du roman de Stendhal, Le Rouge et le Noir, en 1954, lui vaut de violentes critiques de la part des futurs cinéastes de la Nouvelle Vague, qui lui reprochent d'incarner un cinéma dépassé. Dans un article publié dans les Cahiers du cinéma, le jeune critique François Truffaut s'en prend à ce symbole d'« une certaine tendance du cinéma français », dont les conceptions artistiques relèvent selon lui d'un autre âge. En réaction, Autant-Lara critiquera invariablement l'ensemble du mouvement de la Nouvelle Vague.
Autan-Lara tourne aussi deux adaptations d'œuvres de Marcel Aymé : en 1956, La Traversée de Paris (avec Jean Gabin, Bourvil et Louis de Funès), d'après la nouvelle Traversée de Paris, tirée du recueil Le Vin de Paris, et en 1959, La Jument Verte (avec Bourvil), d'après le roman du mème titre. Entre ces deux films, en 1958, il réalise En cas de malheur (avec Jean Gabin et Brigitte Bardot), d’après le roman du même titre de Simenon. Ces années-là l'ont vu militer contre les accords Blum-Byrnes et à la fédération du spectacle CGT, dont il deviendra président.
Il signe encore une quinzaine de films, dont en 1965, le Journal d'une femme en blanc avec Marie-José Nat, qui remporte un succès commercial. La suite de ce dernier film, Nouveau journal d'une femme en blanc, est cependant un échec, notamment du au refus de Marie-José Nat de reprendre son rôle. Claude Autant-Lara tente ensuite en vain de faire produire une adaptation de La Chartreuse de Parme pour la télévision. Après un dernier film, Gloria, sorti en 1977, il cesse ses activités de réalisateur.
Il publie alors plusieurs livres de souvenirs, des recueils de discours et des pamphlets comme Télé-Mafia, Les Fourgons du malheur ou Le Coq et le Rat. Ses mémoires, intitulés La Rage dans le cœur, publiés en 1984, témoignent de son amertume.
Entre 1981 et 2000, constatant qu'elles n'intéressaient pas la France, il dépose ses archives à la Cinémathèque suisse.

### Politique et polémiques
Le service psychologique de l'Armée fait interdire la réalisation du film intitulé initialement L'Objecteur, puis Tu ne tueras point. La production et la réalisation auront finalement lieu en Yougoslavie. Le film est interdit en France, engagée dans la guerre d'Algérie, en Allemagne et en Italie. Dans ce dernier pays, le ministre des Spectacles juge le sujet « inopportun, subversif. » La chanson du film, L'Amour et la Guerre, écrite par Bernard Dimey et mise en musique et chantée par Charles Aznavour, est interdite sur les ondes nationales dès 1960,. La sortie du film est autorisée en France en 1963. En 1963, Claude Autant-Lara et les scénaristes du film, Jean Aurenche et Pierre Bost, signent avec des dizaines de personnalités de premier plan un appel du Comité de secours aux objecteurs de conscience pour réclamer un statut pour les objecteurs.
Le 8 mai 1989, il déjeune avec Jean-Marie Le Pen et annonce qu'il se présente avec le Front national aux élections européennes.
Le 18 juin 1989, il revient sur le devant de la scène médiatique, de manière controversée, en étant élu au Parlement européen sur la liste du Front national, lui qui avait été pourtant président du Syndicat des techniciens de la production cinématographique CGT de 1948 à 1954, puis président de la Fédération nationale du spectacle CGT de 1954 à 1963 (syndicat et fédération comprenant nombre de membres du parti communiste) et avait défendu sincèrement les conditions d'emploi et de travail des artistes, des ouvriers et des techniciens de la production cinématographique, et l'institution d'une régulation économique qu'a constituée le Fonds de soutien du CNC. Doyen d'âge de la nouvelle assemblée, il préside, en application du Règlement de celle-ci, la session inaugurale, en juillet 1989. Il prononce un discours où il exprime notamment ses « inquiétudes face à la menace culturelle américaine ». La quasi-totalité des députés sortent de l'hémicycle afin de ne pas assister au discours d'un élu du Front national.
À la suite de cette polémique, à l'initiative de son directeur, Georges-Marc Benamou, il tient des propos reproduits par le mensuel Globe en septembre 1989, affirmant au sujet de Simone Veil : « Que vous le vouliez ou non, elle fait partie d'une ethnie politique qui essaie de s'implanter et de dominer… Oh elle joue de la mandoline avec ça [les camps de concentration]. Mais elle en est revenue, hein ? Et elle se porte bien… Bon alors quand on me parle de génocide, je dis, en tout cas, ils ont raté la mère Veil ! » (kakemphaton avec : la merveille). Dans le même entretien, le cinéaste vilipende également la « juiverie cinématographique internationale ». Il répond, lorsqu'on lui demande s'il est révisionniste : « Oui, évidemment. Quand on regarde les choses d'un peu près, on voit bien qu'on est bourré d'histoires, de mensonges... Auschwitz... Le génocide, on n'en sait trop rien. Le prétendu génocide... Personne ne parle du génocide des Indiens par les Américains. N'est pas génocide qui veut ! ».
En raison de la polémique provoquée par ses propos, Claude Autant-Lara démissionne de son siège de député européen ; il est remplacé par Jean-Claude Martinez. Le garde des Sceaux d'alors, Pierre Arpaillange, fait engager des poursuites pour « injures raciales, diffamation raciale et incitation à la haine raciale ». Claude Autant-Lara sera relaxé, les propos ayant été tenus dans le cadre d'une conversation téléphonique. En outre, les membres de l'Académie des beaux-arts, dont il était vice-président pour l'année, lui demandent de ne plus siéger parmi eux. Il sera remplacé, à sa mort, par le cinéaste Francis Girod, lequel prononcera, le 17 décembre 2003, son éloge sous la Coupole.

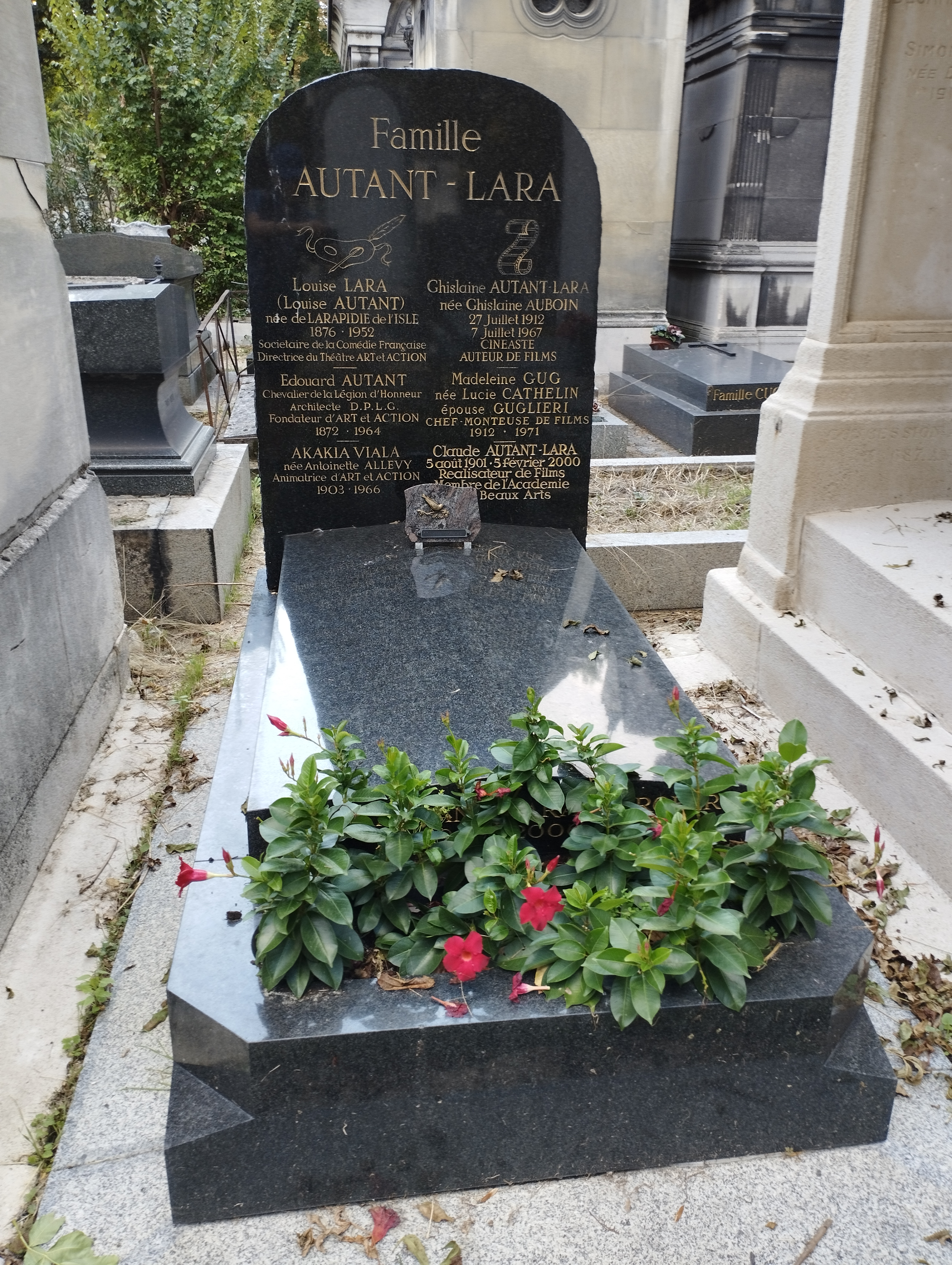
Tombe de Claude Autant-Lara au cimetière de Montmartre (division 26).

Après ces polémiques, Claude Autant-Lara participe à une série d'entretiens avec le Suisse Freddy Buache, directeur de la Cinémathèque suisse, dans lesquels il révèle nombre d'anecdotes qui avaient jalonné la réalisation de ses films.

### Vie privée
Claude Autant-Lara a été marié à Ghislaine Auboin (1912-1967), monteuse, productrice, scénariste et scripte. Elle fut également dialoguiste sur Le Bon Dieu sans confession et assistante-réalisatrice d'une vingtaine de ses films.
Il est inhumé au cimetière de Montmartre (division 26).

## Filmographie

### Réalisateur

#### Courts et moyens métrages
- 1923 : Fait divers
- 1926 : Vittel (documentaire)
- 1928 : Construire un feu
- 1928 : Boul se met au verre (Soluble dans l'eau)
- 1932 : La Dame d'en face
- 1932 : Le gendarme est sans pitié
- 1932 : Invite Monsieur à dîner
- 1932 : Monsieur le duc
- 1932 : La Peur des coups
- 1932 : Un client sérieux

#### Longs métrages
- 1931 : Buster se marie (remake de Parlor, Bedroom and Bath de Edward Sedgwick)
- 1931 : Le Plombier amoureux (remake de The Passionate Plumber de Edward Sedgwick)
- 1932 : L'Athlète incomplet (remake de Local Boy Makes Good de Mervyn LeRoy)
- 1933 : Ciboulette
- 1937 : L'Affaire du courrier de Lyon (coréalisé avec Maurice Lehmann)
- 1938 : Le Ruisseau (coréalisé avec Maurice Lehmann)
- 1939 : Fric-Frac (coréalisé avec Maurice Lehmann)
- 1940 : The Mysterious Mr Davis
- 1941 : Le Mariage de Chiffon
- 1942 : Lettres d'amour
- 1943 : Douce
- 1946 : Sylvie et le Fantôme
- 1947 : Le Diable au corps, adapté du roman de Raymond Radiguet
- 1949 : Occupe-toi d'Amélie, d'après la pièce de Georges Feydeau
- 1951 : L'Auberge rouge
- 1952 : Les 7 péchés capitaux (film à sketchs, sketch L'Orgueil)
- 1953 : Le Bon Dieu sans confession
- 1954 : Le Blé en herbe, adapté du roman de Colette
- 1954 : Le Rouge et le Noir, adapté du roman de Stendhal
- 1955 : Marguerite de la nuit
- 1956 : La Traversée de Paris, d'après la nouvelle de Marcel Aymé
- 1958 : Le Joueur, d'après le roman de Fiodor Dostoïevski
- 1958 : En cas de malheur, adapté du roman de Georges Simenon
- 1959 : La Jument verte, adapté du roman de Marcel Aymé
- 1960 : Les Régates de San Francisco, d'après le roman de Pier Antonio Quarantotti Gambini
- 1960 : Le Bois des amants, d'après la pièce Terre étrangère de François de Curel
- 1961 : Tu ne tueras point (sorti en 1963)
- 1961 : Le Comte de Monte-Cristo, d'après le roman Alexandre Dumas
- 1961 : Vive Henri IV, vive l'amour
- 1963 : Le Meurtrier, adapté du roman Patricia Highsmith
- 1963 : Le Magot de Josefa, d'après le roman de Catherine Claude
- 1965 : Humour noir (film à sketchs, sketch La Bestiole)
- 1965 : Journal d'une femme en blanc, d'après le roman d'André Soubiran
- 1966 : Nouveau journal d'une femme en blanc
- 1967 : Le Plus Vieux Métier du monde (film à sketchs, sketch Aujourd'hui)
- 1968 : Le Franciscain de Bourges, d'après un récit de Marc Toledano
- 1969 : Les Patates
- 1977 : Gloria, d'après le roman de Solange Bellegarde

#### Télévision
- 1973 : Lucien Leuwen (adaptation télévisuelle en 4 épisodes)

### Scénariste
- 1947 : Le Diable au corps
- 1951 : L'Auberge rouge
- 1953 : Le Bon Dieu sans confession

### Costumier
- 1926 : Nana de Jean Renoir
- 1947 : Le Diable au corps de lui-même

### Directeur artistique
- 1926 : Nana de Jean Renoir

### Acteur
- 1926 : Nana de Jean Renoir : Fauchery

## Publications
- La Rage dans le cœur, Veyrier/Lib, L'Avenue, 1984 (autobiographie)
- Le Coq et le Rat : Chronique cinématographique du XXe siècle, Flambeau, 1990
- Les Fourgons du malheur. Chronique cinématographique du XXe siècle, Flambeau, 1992